# Pivovar Svijany

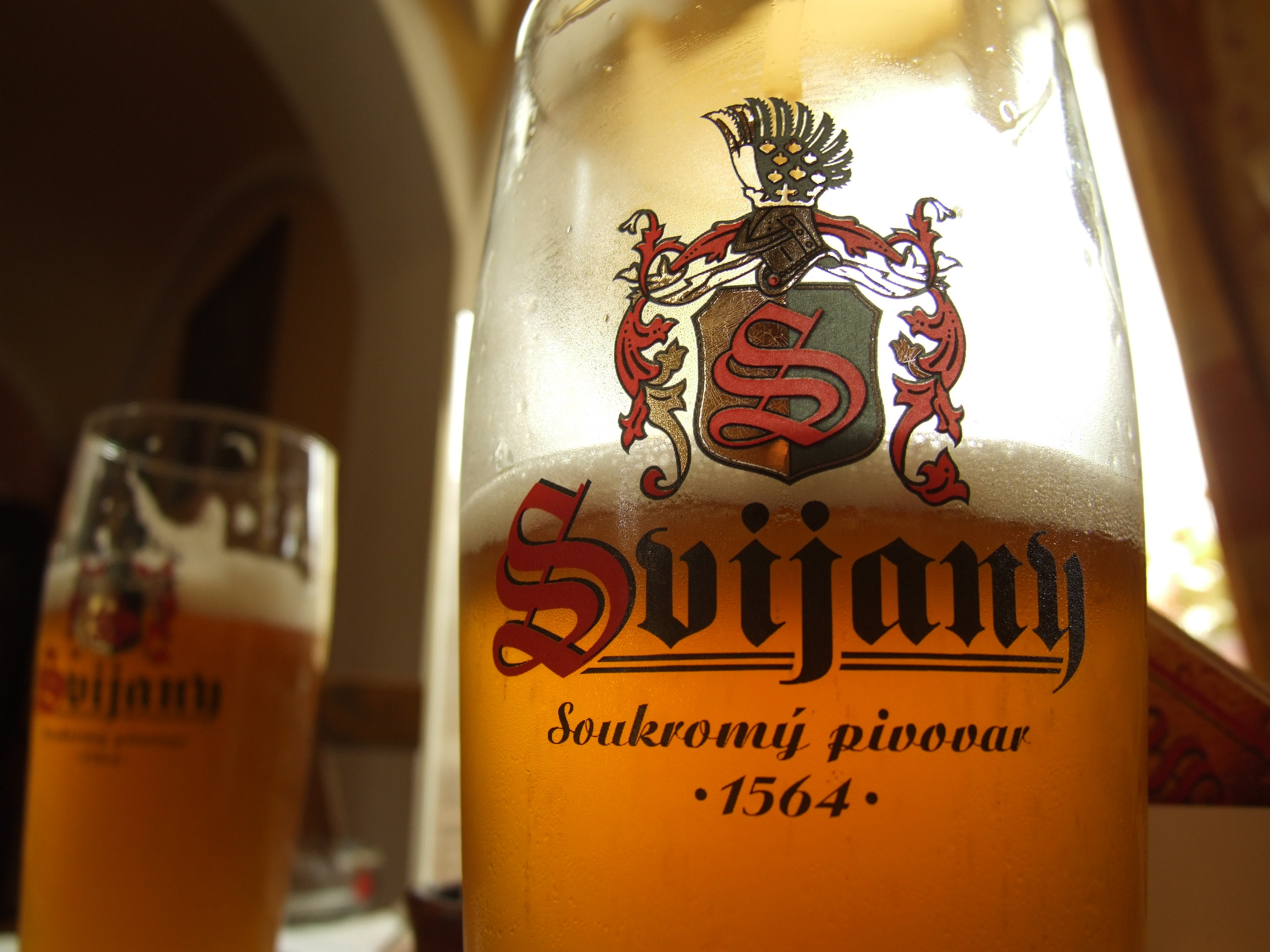
Piwo w przybrowarnej gospodzie

Browar Svijany – browar założony w 1564 roku w Svijanach (Czechy, kraj liberecki); jeden z najstarszych czeskich browarów. Znany z produkcji wielokrotnie nagradzanego naturalnego, niepasteryzowanego piwa.